# Fernando (ABBA)
Fernando è un singolo del gruppo musicale svedese ABBA, pubblicato nel 1976 con le etichette discografiche Polar Music, Epic, Atlantic e Dig-It International Records.

## Descrizione
Fernando non era in origine una canzone scritta e studiata per la band, quanto per Anni-Frid Lyngstad, che la incise nel suo album da solista Frida ensam nel 1975. Fu scritta da Björn Ulvaeus, Benny Andersson e Stig Anderson, con il titolo provvisorio di Tango e la sua registrazione era in preparazione già nell'agosto 1975.
La versione svedese della canzone fa riferimento ad un uomo di nome Fernando e alla sua ex-ragazza che lo lasciò molto tempo addietro. Il singolo ottenne uno strepitoso riscontro in Scandinavia, saldandosi alla prima posizione della classifica svedese per dieci settimane. Gli ABBA pensarono allora di registrarne una nuova versione in inglese, distribuendola dapprima in Europa (27 marzo 1976), poi nuovamente in Scandinavia (12 aprile) e infine in Nord America (4 settembre).
Per quanto gli autori premisero di non riferirsi ad alcuna specifica guerra o periodo storico, la frase Since many years I haven't seen a rifle in your hand (italiano "Da molti anni non ti vedevo imbracciare un fucile"), inclusa nella versione in inglese, diede adito a credere che la scena si svolgesse durante la rivoluzione messicana (il che spiega il riferimento al "Rio Grande" all'interno del testo). Un'altra ipotesi sostiene che Fernando fosse parte della Brigata Internazionale durante la guerra civile spagnola. Ne esiste inoltre una versione in spagnolo dallo stesso titolo.
Sul lato B è inciso Hey, Hey Helen, mentre in alcuni paesi è stato preferito Tropical Loveland.

## Successo commerciale
Fernando si rivelò uno dei più grandi successi degli ABBA. Spopolò ovunque in Europa, arrivando alla vetta in Germania Ovest per sette settimane, in Gran Bretagna per quattro settimane, in Francia e in Belgio per tre settimane. Ancora più successo se lo guadagnò in Australia e Nuova Zelanda, euforizzati dalla radicata "ABBAmania", dove Fernando rimase fermo alla prima posizione rispettivamente per quattordici e nove settimane. Arrivò in prima posizione anche in Austria, Paesi Bassi, Messico, Irlanda, Sudafrica e Svizzera e si arrestò alla seconda posizione in Canada, Zimbabwe, Norvegia e Svezia. Penetrò nella top ten in Spagna (3°) e in Italia (6°). Negli Stati Uniti si ferma alla decima posizione nella classifica di CashBox e alla tredicesima in Billboard (nello specifico, giunse alla vetta nella classifica Adult Contemporary).
Detiene il record per il maggior numero di settimane al numero uno in Australia (congiuntamente con Hey Jude dei Beatles).

## Cover
- Nel 2018 la cantante e attrice Cher ha reinterpretato il singolo per il film Mamma Mia! Ci risiamo, con la partecipazione dell’attore Andy García. Una versione solista appare nell'album della cantante Dancing Queen.

## Nella cultura di massa
- Il comico di Colorado Cafè Daniele Ceva ha omaggiato il gruppo creando il personaggio Fernando degli Abba.